# Harry Bernmark
Adolf Harry Bernmark, född 28 september 1900 i Kristinehamn, död 10 februari 1961 i Huddinge, var en svensk arkitekt, tecknare och reklamkonstnär.
Bernmark var verksam som reklamkonstnär vid AB Esselte i Stockholm och vid Annonsbyrån Svea. Vid sidan av sitt arbete illustrerade han bokomslag och böcker bland annat Knud Meisters serie av Jan-böckerna och formgivning av Svenska Flaggans Dags brevmärken.
Harry Bernmark är begravd på Skogskyrkogården i Stockholm.